# Саксесс, Айзак
Айзак Аджайи Саксесс (англ. Isaac Success Ajayi; родился 7 января 1996 года) — нигерийский футболист, нападающий клуба «Аль-Васл». Чемпион мира среди юношей до 17 лет.

## Клубная карьера
Айзак является воспитанником нигерийской футбольной школы «Фонд Биджей». В 2014 году талантливого молодого игрока подписал итальянский «Удинезе». В том же году он съездил в аренду во вторую команду «Гранады», а затем был ей выкуплен.
25 июня 2016 года перешёл в «Уотфорд» за 11 миллионов евро.

## Карьера в сборной
В 2013 году молодой игрок принял участие на юношеском чемпионате мира. На турнире он провёл два матча, а его сборная добилась звания чемпиона мира. В обоих своих матчах он отметился забитыми голами.

## Достижения
Сборная Нигерии (до 17)
- Чемпион мира (до 17): 2013